# Bullet Train
Bullet Train (超特急, Chōtokkyū) é uma boyband japonesa formada em 25 de dezembro de 2011 pela Promoção Stardust. O grupo estreou com o nome "Chōtokkyū☆-BULLET TRAIN- (超特急☆-BULLET TRAIN-)", mas depois mudou o nome para "Chōtokkyū (超特急)". O grupo consiste em "dançarinos principais" e "vocalistas de fundo", o que significa que os vocalistas ficam atrás dos dançarinos quando a banda está se apresentando. Bullet Train foi comparada a Momoiro Clover Z, um grupo feminino ídolo administrado pela mesma agência de talentos. Composto por 4 dançarinos principais, o centro entre os dançarinos muda para cada um. Em 2018, eles ganharam seu primeiro prêmio no MAMA2018 no Japão.

## Integrantes
- Kai (カイ) / Kai Ogasawara (小笠原 海)
- Ryōga (リョウガ) / Ryōga Funatsu (船津 稜雅) - leader
- Takuya (タクヤ) / Takuya Kusakawa (草川 拓弥)
- Yūki (ユーキ) / Yūki Murata (村田 祐基)
- Takashi (タカシ) / Takashi Matsuo (松尾 太陽)

## Discografia

### Álbum de estúdio
- Ring (2014)
- Dramatic Seven (2016)
- Golden Epoch (2018)